# Nati nel 1401
| Questa pagina contiene informazioni ricavate automaticamente dalle voci biografiche con l'ausilio del template Bio e di un bot. L'aggiornamento è periodico e automatico e ricostruisce completamente la pagina. Se manca una persona in questa lista, sei pregato di non aggiungerla, ma accertati piuttosto che la sua voce biografica contenga il template Bio e che i dati anagrafici siano correttamente compilati. Se il template Bio manca, inseriscilo tu stesso o, in alternativa, metti l'avviso {{tmp\|Bio}} che ne segnala la mancanza. Se i dati riportati sono sbagliati, correggi direttamente la voce biografica; le modifiche saranno visibili in questa lista entro pochi giorni. Per chiarimenti vedi il progetto biografie. La lista contiene solo le 19 persone che sono citate nell'enciclopedia e per le quali è stato implementato correttamente il template Bio. Pagina aggiornata al 10 ago 2025. |

- 27 marzo - Alberto III di Baviera, nobile († 1460)
- 12 maggio - Shōkō, imperatore giapponese († 1428)
- 14 giugno - Francesco d'Altobianco Alberti, banchiere e poeta italiano († 1479)
- 15 luglio - Giacomina di Hainaut, nobile francese († 1436)
- 23 luglio - Francesco Sforza, nobile italiano († 1466)
- 30 agosto - Giorgio Sfranze, generale e storico bizantino († 1477)
- 1º settembre - Maria di Trastámara († 1458)
- 9 settembre - Giovanni Antonio Orsini del Balzo, nobile e condottiero italiano († 1463)
- 27 ottobre - Caterina di Valois, sovrana francese († 1437)
- 14 novembre - Ludovico Scarampi Mezzarota, cardinale, condottiero e medico italiano († 1465)
- 26 novembre - Henry Beaufort, II conte di Somerset, conte britannico († 1418)
- 21 dicembre - Masaccio, pittore italiano († 1428)
- Adolfo VIII di Schaumburg, nobile († 1459)
- Caterina Appiano, nobildonna italiana († 1451)
- Carlo I di Borbone, nobile († 1456)
- Nicola Cusano, cardinale, teologo e filosofo tedesco († 1464)
- Mariano Socini il vecchio, giurista italiano († 1467)
- Jaume Roig, scrittore spagnolo († 1478)
- Dolce II dell'Anguillara, condottiero italiano († 1449)